# 바실리스 키프레오스
바실리스 키프레오스(Vasilis Kypraios, 1936년 ~ )는 그리스의 화가이다.

## 생애
바실리스 키프레오스는 1958년부터 1962년까지 아테네 미술대학(Athens School of Fine Arts)을 다녔다.

## 활동
미술대학 3학년 때인 1960년 로마에서 열린 미술학도를 위한 유럽전에 참가하면서부터 활발한 활동이 시작되었다. 1961년에는 그리스에서 처음으로 열린 젊은 회화전에서 1등상을 탔고, 1961년 10월에는 유네스코가 후원하고 국제조형예술협회 프랑스 위원회가 주최한 파리 세계청년화가대회에 그리스 대표로 참가하고 돌아왔다. 당시에는 영어 이름을 Basilis Kipreos라고 썼다. 1961년부터 1962년 동안 지고스 화랑(Galerie Zygos)에서 열린 "평화와 삶"이란 그룹전에도 출품했고, 1962년 제1회 청년작가들을 위한 팬헬레닉전(Panhellenic Exhibition)에서는 1등상을 탔다. 1962년부터 1964년까지 군대에 갔다 왔고, 제대하자마자 그 해 1964년에는 아테네 한 화랑에서 처음 개인전을 열었다. 곧바로 아테네 국립미술관에서 그의 작품을 소장해 갔고, 그 다음 해에는 국립그리스은행이나 힐튼호텔 등에서 작품을 사갔다. 1965년 파리 비엔날레에 그리스 대표로 참가했고, 1966년에는 뉴욕 국제전에 참가하면서 한동안 뉴욕에 머무르기도 했다. 1966년 지중해 국가를 위해 열리는 알렉산드리아 비엔날레(Alexandria Biennale)애도 참가했고, 1966년부터 1968년에는 아테네국립공과대학(National Techinical University of Athens)에서 조교로 일하기도 했다.
현재 그리스미술원(EETE, Chamber of Fine Arts of Greece) 회원이며 그리스 텔레비전 컨트롤 센터(KET, Κέντρο Ελέγχου Τηλεοράσεων)의 창설 멤버이다.